# Micardia munda
Micardia munda là một loài bướm đêm trong họ Noctuidae.